# Jeremiah White
Jeremiah White (Washington, 3 aprile 1982) è un ex calciatore statunitense, di ruolo centrocampista.

## Carriera

### Club
Ha giocato nella massima serie danese, in quella saudita, in quella polacca e in MLS, e nella seconda divisione francese.

### Nazionale
Nel 2008 ha giocato una partita con la nazionale statunitense.

## Statistiche

### Presenze e reti nei club
| Stagione        | Squadra             | Campionato      | Campionato | Campionato | Coppe nazionali | Coppe nazionali | Coppe nazionali | Coppe continentali | Coppe continentali | Coppe continentali | Altre coppe | Altre coppe | Altre coppe | Totale | Totale |
| Stagione        | Squadra             | Comp            | Pres       | Reti       | Comp            | Pres            | Reti            | Comp               | Pres               | Reti               | Comp        | Pres        | Reti        | Pres   | Reti   |
| --------------- | ------------------- | --------------- | ---------- | ---------- | --------------- | --------------- | --------------- | ------------------ | ------------------ | ------------------ | ----------- | ----------- | ----------- | ------ | ------ |
| 2003            | South Jersey Barons | USL PDL         | 9          | 6          |                 | -               | -               |                    | -                  | -                  |             | -           | -           | 9      | 6      |
| gen.-giu. 2004  | OFK Belgrado        | PL              | 0          | 0          | CSM             | 0               | 0               |                    | -                  | -                  |             | -           | -           | 0      | 0      |
| 2004-2005       | Panserraïkos        | BE              | 8          | 0          | CG              | 4               | 0               |                    | -                  | -                  |             | -           | -           | 12     | 0      |
| 2005-2006       | Gueugnon            | L2              | 11         | 3          | CF+CdL          | 0               | 0               |                    | -                  | -                  |             | -           | -           | 11     | 3      |
| 2006-gen. 2007  | Gueugnon            | L2              | 14         | 4          | CF+CdL          | 0+1             | 0               |                    | -                  | -                  |             | -           | -           | 15     | 4      |
| Totale Gueugnon | Totale Gueugnon     | Totale Gueugnon | 25         | 7          |                 | 1               | 0               |                    | -                  | -                  |             | -           | -           | 26     | 7      |
| gen.-giu. 2007  | Aarhus              | 1D              | 15         | 1          |                 | -               | -               |                    | -                  | -                  |             | -           | -           | 15     | 1      |
| 2007-2008       | Aarhus              | SL              | 29         | 3          | CD              | 0               | 0               |                    | -                  | -                  |             | -           | -           | 29     | 3      |
| 2008-2009       | Aarhus              | SL              | 29         | 3          | CD              | 2               | 0               |                    | -                  | -                  |             | -           | -           | 31     | 3      |
| 2009-gen. 2010  | Aarhus              | SL              | 13         | 0          | CD              | 1               | 0               |                    | -                  | -                  |             | -           | -           | 14     | 0      |
| Totale Aarhus   | Totale Aarhus       | Totale Aarhus   | 86         | 7          |                 | 3               | 0               |                    | -                  | -                  |             | -           | -           | 89     | 7      |
| gen.-giu. 2010  | Al-Ettifaq          | PL              | 6          | 0          |                 | -               | -               |                    | -                  | -                  |             | -           | -           | 6      | 0      |
| 2010-gen. 2011  | GKS Bełchatów       | EK              | 3          | 0          | CP              | 1               | 0               |                    | -                  | -                  |             | -           | -           | 4      | 0      |
| mar.-giu. 2012  | N.E. Revolution     | MLS             | 2          | 0          | USOC            | 1               | 0               |                    | -                  | -                  |             | -           | -           | 3      | 0      |
| Totale carriera | Totale carriera     | Totale carriera | 205        | 57         |                 | 10              | 0               |                    | -                  | -                  |             | -           | -           | 215    | 57     |

### Cronologia presenze e reti in nazionale
| Cronologia completa delle presenze e delle reti in nazionale ― Stati Uniti | Cronologia completa delle presenze e delle reti in nazionale ― Stati Uniti | Cronologia completa delle presenze e delle reti in nazionale ― Stati Uniti | Cronologia completa delle presenze e delle reti in nazionale ― Stati Uniti | Cronologia completa delle presenze e delle reti in nazionale ― Stati Uniti | Cronologia completa delle presenze e delle reti in nazionale ― Stati Uniti | Cronologia completa delle presenze e delle reti in nazionale ― Stati Uniti | Cronologia completa delle presenze e delle reti in nazionale ― Stati Uniti |
| Data                                                                       | Città                                                                      | In casa                                                                    | Risultato                                                                  | Ospiti                                                                     | Competizione                                                               | Reti                                                                       | Note                                                                       |
| -------------------------------------------------------------------------- | -------------------------------------------------------------------------- | -------------------------------------------------------------------------- | -------------------------------------------------------------------------- | -------------------------------------------------------------------------- | -------------------------------------------------------------------------- | -------------------------------------------------------------------------- | -------------------------------------------------------------------------- |
| 9-1-2008                                                                   | Carson                                                                     | Stati Uniti                                                                | 2 – 0                                                                      | Svezia                                                                     | Amichevole                                                                 | -                                                                          | 81’                                                                        |
| Totale                                                                     |                                                                            | Presenze                                                                   | 1                                                                          |                                                                            | Reti                                                                       | 0                                                                          |                                                                            |